# Digitaria badia
Digitaria badia är en gräsart som först beskrevs av Frank Lamson Scribner och Elmer Drew Merrill, och fick sitt nu gällande namn av Merritt Lyndon Fernald. Digitaria badia ingår i släktet fingerhirser, och familjen gräs. Inga underarter finns listade i Catalogue of Life.